# Ivan XI. Drašković
Ivan XI. Drašković, punim imenom Ivan Petar Henrik Drašković Trakošćanski (Šeljin, Mađarska, 2. travnja 1916. – Beč, Austrija, 9. prosinca 1993.), hrvatski velikaš, trakošćanski grof i austrijski državljanin iz hrvatske velikaške obitelji Draškovića Trakošćanskih. Bio je posljednji vlasnik dvoraca Trakošćan, glavnog sjedišta obitelji.
Rodio se u obitelji oca, grofa Ivana X. Draškovića († 1963.) i majke, grofice Nore von Lützow († 1945.). Imao je sestru Elizabetu Drašković († 2002.). Njegova je obitelj izbjegla iz Hrvatske nakon Drugog svjetskog rata zbog uvođenja komunističkog režima koji je obitelj lišio njenih dvoraca i posjeda. Ženio se dvaput; prvi put za groficu Gabrijelu Appony od Nagy-Apponyja, a drugi put za groficu Melaniju od Khevenhüller-Metscha, ali ni sa jednom nije imao potomstva, tako da je njegovom smrću izumrla trakošćanska loza Draškovića, a pravo na njihove posjede prešlo je na mlađu, bukovečku liniju koja vodi porijeklo od grofa Pavla II. Draškovića († 1889.), gospodara Velikog Bukovca.

## Vanjske poveznice
- Drašković – Hrvatska enciklopedija
- Drašković – Hrvatski biografski leksikon